# Ace of Spades
Az Ace of Spades album a brit Motörhead zenekar 1980-ban megjelent, sorrendben negyedik és a mai napig legsikeresebb stúdiólemeze.

## Története
A Motörhead az előző két album (Overkill és Bomber, mindkettő 1979) sikerétől feltüzelve látott neki a negyedik nagylemez felvételeinek. A lemez producere Vic Maile volt és igazi klasszikus született. A 36 perces játékidőt 12 keményen riffelő, sallangoktól mentes, heavy metal dal tölti ki, melyek lefektették a thrash metal stílus alapjait.
A címadó "Ace of Spades" szövege szerencsejáték-hasonlatokra épül. A "Jailbait" dal címe az amerikai szlengben olyan lányt jelent, akivel a szexuális együttlét börtönt von maga után, a lány túlságosan fiatal kora miatt.
A "(We Are) The Road Crew" a zenekart a koncerteken segítő csapat előtt tiszteleg. A dal gitárszólóját Eddie Clarke a felvevő helyiség diványán fetrengve játszotta föl. Hallatszik ahogy a szóló közepén hosszan gerjed a gitár, majd Eddie a röhögéstől magához térve folytatja a játékot.
A lemezborítóra kivételesen nem egy újabb Joe Petagno-féle Snaggletooth ábrázolás került, hanem egy zenekari fotó. A vadnyugati filmeket idéző beállítás a gitáros Eddie Clarke ötlete volt, aki imádta Clint Eastwood western-filmjeit. A fotó nem Amerikában készült, hanem Londontól északra egy homokbányában.
A lemezbemutató Ace Up Your Sleeve elnevezésű turnén újra elővették a Bomber-fényhidat és az Overkill lemezborítón látható villogó szemű Snaggletooth háttérvásznat. November végén az öthetes 38 állomásos angliai turné zárásaként négy egymást követő este léptek fel a Hammersmith Odeon színpadán. Az album időközben a brit eladási listán a 4. helyig jutott.
Az Ace of Spades album szerepel az 1001 lemez, amit hallanod kell, mielőtt meghalsz című könyvben. 2020-ban Minden idők 500 legjobb albuma listán 408. helyen szerepelt.

## Újrakiadások
- 1996-ban a Castle Communications (CMC/Sanctuary) a kislemez B-oldalas "Dirty Love" dallal, valamint az eredetileg a Girlschool zenekarral közösen készített St. Valentine's Day Massacre EP-n megjelent két feldolgozással CD változatban adta ki újra az Ace of Spades albumot.
- 2005-ben egy kétlemezes deluxe változat jelent meg a Sanctuary-nál. Az első korongon az eredeti album digitálisan feljavított változata szerepel. A bónusz CD a kislemez B-oldalas "Dirty Love" mellett néhány nagylemezes dal alternatív verzióit, továbbá a BBC Rádióban felvett három dal élő változatát tartalmazza.
- 2005-ben a Silverline dualdisc formátumban is kiadta az Ace of Spades nagylemezt. A korong CD oldalán az album eredeti változata hallható, míg a DVD oldalon az 5.1-es hangzású változat kapott helyet plusz multimédiás extrák.

## Az album dalai

### Eredeti kiadás
| 1. | Ace of Spades          | Ian Kilmister, Phil Taylor, Eddie Clarke | 2:49 |
| 2. | Love Me Like a Reptile | Kilmister, Taylor, Clarke                | 3:23 |
| 3. | Shoot You in the Back  | Kilmister, Taylor, Clarke                | 2:39 |
| 4. | Live to Win            | Kilmister, Taylor, Clarke                | 3:37 |
| 5. | Fast and Loose         | Kilmister, Taylor, Clarke                | 3:23 |
| 6. | (We Are) The Road Crew | Kilmister, Taylor, Clarke                | 3:12 |

| 7.  | Fire, Fire                         | Kilmister, Taylor, Clarke | 2:44 |
| 8.  | Jailbait                           | Kilmister, Taylor, Clarke | 3:33 |
| 9.  | Dance                              | Kilmister, Taylor, Clarke | 2:38 |
| 10. | Bite the Bullet                    | Kilmister, Taylor, Clarke | 1:38 |
| 11. | The Chase is Better Than the Catch | Kilmister, Taylor, Clarke | 4:18 |
| 12. | The Hammer                         | Kilmister, Taylor, Clarke | 2:48 |

### Bónusz felvételek az 1996-os újrakiadáson
|     | Cím                | Szerző(k)                                                  | Hossz |
| --- | ------------------ | ---------------------------------------------------------- | ----- |
| 13. | Dirty Love         | Kilmister, Taylor, Clarke                                  | 2:57  |
| 14. | Please Don't Touch | Johnny Kidd, Guy Robinson                                  | 2:49  |
| 15. | Emergency          | Kim McAuliffe, Kelly Johnson, Enid Williams, Denise Dufort | 3:00  |

### Deluxe változat bónusz CD (2005)
|     | Cím                                                              | Hossz |
| --- | ---------------------------------------------------------------- | ----- |
| 1.  | Dirty Love                                                       | 2:55  |
| 2.  | Ace of Spades (alternatív változat)                              | 3:03  |
| 3.  | Love Me Like a Reptile (alternatív változat)                     | 4:16  |
| 4.  | Love Me Like a Reptile (alternatív változat)                     | 3:31  |
| 5.  | Shoot You in the Back (alternatív változat)                      | 3:11  |
| 6.  | Fast and Loose (alternatív változat)                             | 3:06  |
| 7.  | (We Are) The Roadcrew (alternatív változat)                      | 3:24  |
| 8.  | Fire Fire (alternatív változat)                                  | 2:41  |
| 9.  | Jailbait (alternatív változat)                                   | 3:33  |
| 10. | The Hammer (alternatív változat)                                 | 3:11  |
| 11. | Dirty Love (alternatív változat)                                 | 1:02  |
| 12. | Dirty Love (alternatív változat)                                 | 2:51  |
| 13. | Fast and Loose (BBC Session)                                     | 4:18  |
| 14. | Live to Win (BBC Session)                                        | 3:33  |
| 15. | Bite the Bullet/The Chase is Better Than the Catch (BBC Session) | 6:05  |

## Közreműködők
- Ian 'Lemmy' Kilmister – basszusgitár, ének
- 'Fast' Eddie Clark – gitár, ének
- Phil 'Philthy Animal' Taylor – dobok